# Saglirjuaq
Saglirjuaq (ᓴᒡᓕᕐᔪᐊᖅ), vroeger Liddon Island geheten, is een onbewoond eiland in de regio Qikiqtaaluk in Nunavut, Canada. Het eiland ligt in de Fury and Hecla Strait en is onderdeel van de Canadese Arctische Eilanden. Het ligt ten noorden van het Melville-schiereiland, ten zuiden van Baffineiland, ten westen van Simialuk en ten oosten van Saglaarjuk.
Het kreeg zijn Europese naam voor luitenant Matthew Liddon, een officier die Sir William Edward Parry vergezelde tijdens zijn zoektocht naar de Noordwestelijke Doorvaart 1819-1820. Tijdens die reis werden bergkristal, hematiet en rood ijzererts ontdekt op het eiland.
| Eilanden en wateren rondom Saglirjuaq | Eilanden en wateren rondom Saglirjuaq | Eilanden en wateren rondom Saglirjuaq | Eilanden en wateren rondom Saglirjuaq | Eilanden en wateren rondom Saglirjuaq |
| ------------------------------------- | ------------------------------------- | ------------------------------------- | ------------------------------------- | ------------------------------------- |
|                                       |                                       | Baffineiland                          |                                       |                                       |
|                                       |                                       |                                       |                                       |                                       |
| Saglaarjuk                            | Simialuk                              |                                       |                                       |                                       |
|                                       |                                       |                                       |                                       |                                       |
|                                       |                                       | Melville-schiereiland                 |                                       |                                       |